# Gooniyandi jezik
Gooniyandi jezik (gunian, guniandi, guniyan, guniyandi, guniyn, konejandi, koneyandi, kunan, kunian, kuniyan; ISO 639-3: gni), jezik australske porodice bunaba, kojim govori oko 100 ljudi (Schmidt 1991) u državi Zapadna Australija, na domorodačkim postajama Gogo Station, Fossil Downs Station, Louisa Station i Margaret River Station
Prijeti mu izumiranje pred pritiskom jezika kriol [rop]

## Vanjske poveznice
- Ethnologue (14th)
- Ethnologue (15th)
- Gooniyandi (Guniandi)